# Línea 4 (TUVISA)
La Línea 4 de TUVISA de Vitoria une el norte y el suroeste de la ciudad mediante el centro de la misma. 

## Características
Esta línea conecta el Barrio de Lakua en el norte de Vitoria con Armentia y Mariturri que se encuentran en la zona suroeste de la ciudad. A su vez presta servicio al centro de la población.
La línea entró en funcionamiento a finales de octubre de 2009, como todas las demás líneas de TUVISA, cuándo el mapa de transporte urbano en la ciudad fue modificado completamente. En 2017 se modificó el recorrido por el barrio de Mariturri, para ofrecer un recorrido ida-vuelta por la Avenida Iruña Veleia.
En el barrio de Lakua, la línea ha llegado a trasladar hasta dos veces la parada de regulación horaria. Primeramente se situaba en la calle Landaberde 57, que al año pasó a la parada de Donostia 25; al cabo de unos años, dicha parada fue movida de sitio debido a la cercanía de un garaje y se trasladó a Donostia/Baiona (cuando hasta ese momento, dicha parada daba servicio como parada del G4).
Desde noviembre de 2024 esta línea cuenta con los primeros autobuses eléctricos de Tuvisa después de los que funcionan en el BEi, con el objetivo de estar completamente electrificada para inicios de 2025, convirtiéndose así en la segunda línea eléctrica de Tuvisa y en la primera de la red convencional.

### Frecuencias
| de lunes a viernes laborables     |        |
| 5:10, 6:00, 6:20                  |        |
| de 6:50 a 20:50                   | 10 min |
| 21:10, 21:20, 21:40, 21:50, 22:10 |        |
| sábados laborables                |        |
| de 6:45 a 23:00                   | 15 min |
| domingos y festivos               |        |
| de 8:00 a 22:00                   | 20 min |
| 22:20 Hasta Catedral              |        |
| laborables agosto                 |        |
| 6:00                              |        |
| de 6:45 a 21:30                   | 15 min |
| 22:00                             |        |

| de lunes a viernes laborables |        |
| 5:40, 6:10                    |        |
| de 6:40 a 21:10               | 10 min |
| 21:30, 21:50, 22:00           |        |
| sábados laborables            |        |
| de 6:50 a 23:05               | 15 min |
| domingos y festivos           |        |
| de 8:00 a 22:00               | 20 min |
| 22:20 Hasta Ramiro Maeztu 6   |        |
| laborables agosto             |        |
| 6:05                          |        |
| de 6:50 a 21:35               | 15 min |
| 22:05                         |        |

## Recorrido

### Recorrido de Ida
La línea comienza su recorrido en la Calle Donostia, a la altura de la Calle Baiona, desde ahí sigue recto hasta girar a la derecha a la Calle Blas de Otero y después a la derecha al Portal de Foronda. Sigue por la Calle Juan de Garay desde donde girando a la derecha entra al Portal de Arriaga y desde ahí accede a San Ignacio, Francia y Paz. Ya en el centro de Vitoria, entra a Independencia, General Álava, Becerro Bengoa y Catedral (Cadena Y Eleta). Siguiendo recto por Mikaela Portilla, accede al Portal de Castilla por dónde circula hasta la Plaza de la Antonia. En este punto accede a José María Cacigal y después hacia la derecha a la Avenida de San Prudencio y de nuevo a la derecha al Camino de Armentia. Continua recto por la Calle Iruña Veleia, donde se sitúa el final del recorrido ida y su parada terminal.

### Recorrido de Vuelta
El recorrido comienza en la parada terminal de Iruña Veleia, donde tras realizar un cambio de sentido, continúa por la Calle Iruña Veleia dónde gira a la derecha y accede al Camino de Armentia. Entra posteriormente a la Calle José María Cacigal, para acceder al Portal de Castilla. Desemboca en la Calle Luis Henitz y entra en Ramiro de Maeztu y Domingo Beltrán. Tras girar a la derecha entra a Coronación y después al Portal de Arriaga. Posteriormente accede a Juan de Garay para acabar en Portal de Foronda. Tras haber accedido a la Calle Landaverde gira a la izquierda y llega al punto inicial de la Calle Donostia.

### Barrios atendidos
Esta línea atiende los siguientes barrios y zonas de Vitoria.
- Lakua
- Lakua 12
- Lakua-Arriaga
- Ibaiondo
- El Pilar
- Coronación
- El Anglo
- Lovaina
- Desamparados
- Ensanche
- Aranzabal
- Ariznavarra
- Uleta
- Armentia (concejo)
- Zabalgana-Mariturri.

## Paradas
| KBHFa |

| HST |

| TRAM |

| TRAM |

| HST |

| HST |

| HST |

| HST |

| HST |

| HST |

| HST |

| HST |

| HST |

| SBRÜCKE |

| HST |

| HST |

| HST |

| HST |

| HST |

| HST |

| HST |

| HST |

| KBHFe |

| KBHFa |

| HST |

| TRAM |

| TRAM |

| HST |

| HST |

| HST |

| HST |

| HST |

| HST |

| HST |

| HST |

| HST |

| SBRÜCKE |

| HST |

| HST |

| HST |

| HST |

| HST |

| HST |

| HST |

| HST |

| KBHFe |

| KBHFa |

| HST |

| TRAM |

| TRAM |

| HST |

| HST |

| HST |

| HST |

| HST |

| HST |

| HST |

| HST |

| HST |

| SBRÜCKE |

| HST |

| HST |

| HST |

| HST |

| HST |

| HST |

| HST |

| HST |

| KBHFe |

| KBHFa |

| HST |

| TRAM |

| TRAM |

| HST |

| HST |

| HST |

| HST |

| HST |

| HST |

| HST |

| HST |

| HST |

| SBRÜCKE |

| HST |

| HST |

| HST |

| HST |

| HST |

| HST |

| HST |

| HST |

| KBHFe |

| KBHFa |

| HST |

| HST |

| HST |

| HST |

| HST |

| HST |

| HST |

| HST |

| SBRÜCKE |

| HST |

| HST |

| HST |

| HST |

| HST |

| HST |

| HST |

| HST |

| TRAM |

| TRAM |

| HST |

| HST |

| HST |

| HST |

| KBHFe |

| KBHFa |

| HST |

| HST |

| HST |

| HST |

| HST |

| HST |

| HST |

| HST |

| SBRÜCKE |

| HST |

| HST |

| HST |

| HST |

| HST |

| HST |

| HST |

| HST |

| TRAM |

| TRAM |

| HST |

| HST |

| HST |

| HST |

| KBHFe |

| KBHFa |

| HST |

| HST |

| HST |

| HST |

| HST |

| HST |

| HST |

| HST |

| SBRÜCKE |

| HST |

| HST |

| HST |

| HST |

| HST |

| HST |

| HST |

| HST |

| TRAM |

| TRAM |

| HST |

| HST |

| HST |

| HST |

| KBHFe |

| KBHFa |

| HST |

| HST |

| HST |

| HST |

| HST |

| HST |

| HST |

| HST |

| SBRÜCKE |

| HST |

| HST |

| HST |

| HST |

| HST |

| HST |

| HST |

| HST |

| TRAM |

| TRAM |

| HST |

| HST |

| HST |

| HST |

| KBHFe |